# Amarilis Savónová
Amarilis (Amarilys) Savón-Carmenate, (* 13. května 1974 Santiago, Kuba) je bývalá reprezentantka Kuby v judu. Je majitelkou tří bronzových olympijských medailí.

## Sportovní kariéra
Vyrůstala ve městě Los Reynaldos, kde se od mala se věnovala středním tratím, plavání a ve 13 začala s judem. Vrcholově se judu věnovala v tréninkovém centru v Havaně. Na mezinárodní scéně patřila celá 90. léta za číslo dvě. Soupeřku, kterou nikdy nedokázala porazit byla Japonka Rjóko Taniová. Byla pověstná nádhernými hody přes bok (goši-waza), které v superlehké váze nejsou příliš k vidění.
Účastnila s čtyř olympijských her. V roce 1992, 1996 jí v cestě stále pouze Japonka Taniová. V roce 2000 nepřijela v optimální formě. Ve čtvrtfinále jí zaskočila Ruska Ljubov Bruletovová a obsadila až 7. místo. Záhy na to oznámila mateřství a na tatami se vrátila až v roce 2002 v pololehké váze.
V roce 2004 odjížděla jako hlavní favoritka na zlatou medaili na olympijské hry v Athénách. Bez větších problému se dostala do semifinále, kde narazila na Japonku Juki Jokosawu. V poslední půl minutě se ujala vedení na juko a tento náskok si měla pohlídat. Jenže konec takticky naprosto nezvládla, zbývaly tři sekundy do konce když jí Japonka hodila na ippon. Souboj o bronz zvládla a vybojovala třetí olympijskou bronzovou medaili.

## Výsledky
| Turnaj                  | 1992            | 1993            | 1994            | 1995            | 1996            | 1997            | 1998            | 1999            | 2000            | 2001           | 2002           | 2003           | 2004           |
| Turnaj                  | 18              | 19              | 20              | 21              | 22              | 23              | 24              | 25              | 26              | 27             | 28             | 29             | 30             |
| Turnaj                  | superlehká váha | superlehká váha | superlehká váha | superlehká váha | superlehká váha | superlehká váha | superlehká váha | superlehká váha | superlehká váha | pololehká váha | pololehká váha | pololehká váha | pololehká váha |
| ----------------------- | --------------- | --------------- | --------------- | --------------- | --------------- | --------------- | --------------- | --------------- | --------------- | -------------- | -------------- | -------------- | -------------- |
| Olympijské hry          | 3.              |                 |                 |                 | 3.              |                 |                 |                 | 7.              |                |                |                | 3.             |
| Mistrovství světa       |                 | úč.             |                 | 3.              |                 | 2.              |                 | 2.              |                 | —              |                | 1.             |                |
| Panamerické hry         |                 |                 |                 | 1.              |                 |                 |                 | 1.              |                 |                |                | 1.             |                |
| Panamerické mistrovství | 1.              |                 | 1.              |                 | 1.              | 1.              | 1.              | —               | —               | —              | 1.             | —              | 1.             |